# فوجيت (المهرة)

تعديل مصدري - تعديل

فوجيت هي إحدى قرى عزلة حبروت بمديرية شحن التابعة لمحافظة المهرة، بلغ تعداد سكانها 447 نسمة حسب تعداد اليمن لعام 2004.